# Institut de formation politique
Pour les articles homonymes, voir IFP.
L'Institut de formation politique (IFP) est un organisme de formation libéral-conservateur créé en 2004 par Alexandre Pesey (directeur), Jean Martinez et Thomas Millon. Il dispense des formations dans tous les domaines de la vie politique et revendique en 2024 avoir formé 3 200 auditeurs lors de ses séminaires. La plupart des médias notent une proximité avec La Manif pour tous et le catholicisme traditionaliste et une idéologie « d'union des droites » allant des Républicains au Rassemblement national avec une sensibilité identitaire.

## Histoire
L'IFP est né en février 2004 de la rencontre de trois étudiants : Alexandre Pesey, ancien militant de l'UNI et du Renouveau étudiant, qui dirige l'institut depuis sa fondation en 2004 ; Jean Martinez, avocat et Thomas Millon, chef d'entreprise. Tous les trois partagent alors l'opinion que les jeunes opposés au progressisme ne disposent d'aucun organisme de formation ni d'aucun réseau d'organisation. D’où l'idée de créer une structure qui « offre aux jeunes des différentes sensibilités de la droite française un approfondissement des fondements intellectuels de leur famille de pensée et qui leur apprenne à mieux les promouvoir ». Bernard Zimmern, cofondateur de Contribuables associés, aide les trois jeunes hommes à monter leur projet, sous forme d'une association, en leur ouvrant ses réseaux. L'IFP se décrit toutefois comme indépendant de tout parti politique.
L'IFP revendiquait 400 participants à ses séminaires depuis sa création en 2011, 600 en 2013, 850 en 2015,1200 en 2017, 1800 en 2021 et 3200 en 2024. L'organisation comptabilise, sur son site web, 3200 auditeurs en 2024. D’après l’hebdomadaire l’Express, l’IFP aurait été un modèle pour le lancement de Institut des sciences sociales, économiques et politiques (ISSEP).
En 2024, l'IFP bénéficie d'un soutien financier du projet Périclès du milliardaire Pierre-Édouard Stérin, dans le cadre de sa stratégie visant à faire élire de nombreux candidats du Rassemblement national aux élections municipales françaises de 2026, relate La Lettre.

## Fondateurs

### Alexandre Pesey

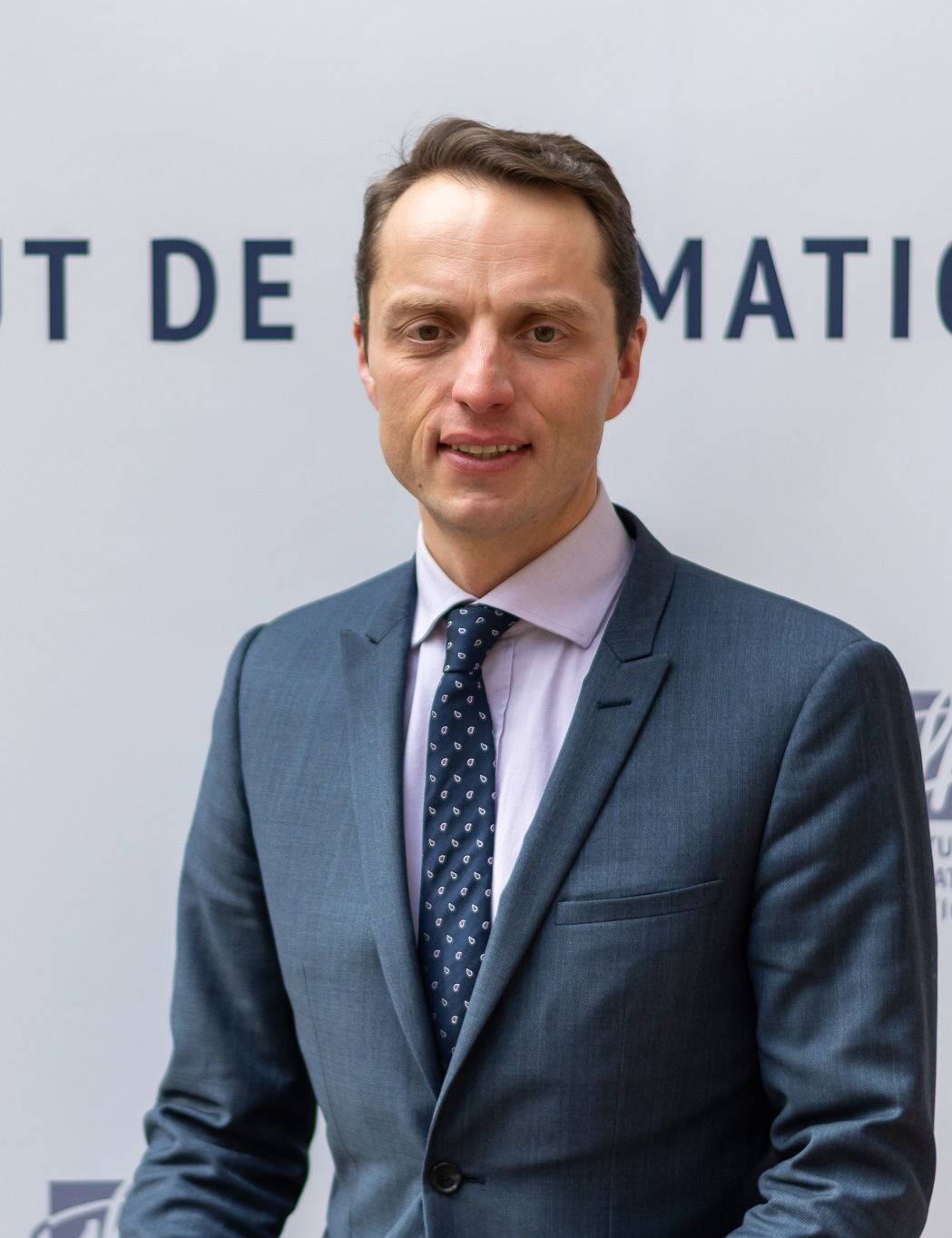
Alexandre Pesey lors d'un événement public de l'IFP.

Alexandre Pesey est le directeur et fondateur de l'IFP. Il vient d’un milieu militant et passe par l’UNI (Union nationale inter-universitaire), syndicat étudiant proche du RPR dans les années 1990.
En 2000, il travaille un an à Washington D.C., aux États-Unis comme journaliste à CNN, où il étudie de près le fonctionnement de la société civile américaine. À son retour, il travaille comme journaliste à BFM TV et France 3. Il fonde l'IFP en 2004. Alexandre Pesey décrit l’IFP comme « une école des droites au sens large » et « un laboratoire de l’union des droites ».
Parallèlement, inspiré par son expérience des groupes de pression conservateurs américains, il fonde la Bourse Tocqueville en 2003. Chaque année ce séjour permet à des jeunes de « découvrir les initiatives lancées par la société civile américaine, d’observer le poids important qui est le leur auprès des décideurs et rapporter en France les méthodes éprouvées ». À Washington D.C., les lauréats découvrent les centres du pouvoir et vont à la rencontre des décideurs américains (élus, journalistes, universitaires, experts). Ils assistent également à des formations (levés de fond, média-training…).
En septembre 2019, Alexandre Pesey faisait partie des intervenants de la Convention de la droite aux côtés notamment de Laurent Alexandre, Raphaël Enthoven et Éric Zemmour.

### Jean Martinez
Jean Martinez est avocat. Il est diplômé de la Faculté de Droit d’Aix-en-Provence, de la Sorbonne[Laquelle ?] et de l’Institut d’études politiques de Paris. Jean Martinez est l'initiateur du collectif « Liberté j'écris ton nom », qui avec quatre autres associations, a co-organisé la manifestation qui a rassemblé 40 000 personnes (18 000 selon la police, 150 000 selon les organisateurs) à Paris, le 15 juin 2003, contre les blocages dans les transports publics et pour les réformes du gouvernement Raffarin,.

## Formations dispensées
L'IFP dispense des formations intellectuelles et pratiques dans tous les domaines de l’engagement (politique, associations, médias et universités), avec une attention particulière portée aux domaines économique et sociétal.
Le week-end, l'IFP propose des séminaires à des jeunes de 16 à 30 ans, sélectionnés en fonction de leurs engagements et leurs motivations : niveau 1 (initiation), niveau 2 (approfondissement) et niveau 3 (perfectionnement).
Chaque séminaire est organisé autour d'un enseignement théorique, d'exercices pratiques et de modules d'action.
Une offre de formation à distance est aussi proposée. Elle comprend notamment une formation en « anthropologie politique », animée par le philosophe Thibaud Collin.
Une fois par mois intervient une personnalité publique. Des personnalités comme Agnès Verdier-Molinié, Mathieu Bock-Côté, Alexandre del Valle, Geoffroy Lejeune, Jean-Yves Le Gallou, Charles Prats, Eugénie Bastié, Laurent Obertone, Charles Gave, Charles Millon, Robert Ménard, Nicolas de Villiers, Charles Beigbeder, Laurent Dandrieu, Élisabeth Lévy, François-Xavier Bellamy et Anne Coffinier sont déjà intervenus lors de ces évènements.
Les soirées « Grands Témoins » réunissent les auditeurs de l’IFP autour d’une personnalité de renom pour un moment d’échanges privilégiés. Éric Zemmour, Philippe de Villiers et Patrick Buisson ont notamment parlé à ces soirées,.

## Orientation politique
En 2005, la composition des auditeurs était dominée par le courant de droite libérale, étant des déçus de la politique menée par Jacques Chirac et favorables à Nicolas Sarkozy, selon Le Point. Le Figaro décrit en 2006 l'organisation comme faisant partie de la sphère libérale. Les intervenants invités sont aussi de cette tendance, tel Yorick de Mombynes, conseiller référendaire à la Cour des comptes et enseignant d'un séminaire d'introduction à la pensée libérale à Sciences Po.
L'orientation politique évolue vers la droite et, en 2013, l'IFP étant décrit comme libéral-conservateur par Le Monde, et regroupant toutes les tendances de la droite, libéral économiquement et conservateur sur les sujets sociétaux avec une proximité avec la Manif pour tous et le catholicisme traditionaliste et de multiples intervenants d'extrême droite. 
Selon Le Monde en 2018, l'IFP a inspiré Marion Maréchal pour la création de l'Institut des sciences sociales, économiques et politiques, « les deux projets ont en commun de vouloir former la jeunesse militante de droite et d’extrême droite, de lui offrir un cadre, un corpus idéologique, des références, des techniques de propagande, mais aussi de jeter des ponts entre les différentes sensibilités qui la composent, entre soldats d’une même bataille culturelle ». Selon L'Express en 2013, « à l'image des manifestants de l'ultra-droite, les membres de l'IFP s'éparpillent d'eux-mêmes dans le monde politique et la société civile ». En 2021, l'hebdomadaire définit l'IFP comme « une des pépinières incontournables de la droite dure, » rassemblant « des jeunes issus des Républicains, du Rassemblement national, ou de mouvements plus confidentiels ». Il note un très fort consensus sur Éric Zemmour chez les étudiants et que « dans les équipes du presque-candidat, tous ou presque sont passés par les bancs de l'école ». Pour l'Express, avec l'ISSEP de Marion Maréchal, « les pépinières de la droite identitaire ont trouvé en Éric Zemmour un élément fédérateur pour mener "la bataille des idées" ». 
Selon Valeurs actuelles, l'IFP « prépare la relève à droite » et d'après La Vie, il est « une pépinière pour libéraux conservateurs et catholiques identitaires » qui « accueille toutes les chapelles de droite ». Selon Le Parisien, l'IFP fait partie d'un courant idéologique pour « une droite plus dure née de l'union des droites, balayant de LR à RN ». Pour Libération en 2021, « créé en 2004 pour défendre le libéral-conservatisme, l’Institut de formation politique forme désormais à Paris une nouvelle génération de militants réacs, biberonnés aux auteurs d’extrême droite », tendance identitaire, et observe que parmi les militants de génération Z, mouvement de jeunes pour Éric Zemmour à la présidence, « beaucoup sont passés par les bancs de l'IFP ».
L'IFP a vu ses effectifs augmenter fortement lors de la mobilisation contre le mariage homosexuel en France et il compte notamment parmi ses intervenants Béatrice Bourges, Ludovine de La Rochère et Jean-Marie Le Méné. Chez ses auditeurs, on retrouve également certains cadres de La Manif pour tous ou du Printemps français, eux-mêmes parfois liés au syndicat étudiant l'Union nationale inter-universitaire (UNI),. 
Le journal Le Monde indique la présence de certains intervenants comme Maxime Tandonnet, proche de Patrick Buisson et ancien conseiller immigration à l'Élysée, Jean-Yves Le Gallou et Yvan Blot, cofondateurs du Club de l'horloge et anciens députés européens du FN. Certains intervenants de l'IFP proviennent également des milieux catholiques traditionalistes et notamment d'ICHTUS. Des intervenants viennent aussi du courant libéral-conservateur comme Charles Gave ou Renaud Dozoul, assistant parlementaire du Sénateur de Paris Pierre Charon et directeur de l'Observatoire de la christianophobie.
Le Monde indique en 2024 qu'il s'agit d'une « pépinière parisienne de la droite catholique et identitaire ».
Dans un rapport paru le 22 mai 2024, l'observatoire des multinationales note sa proximité avec le « réseau libertarien et ultraconservateur américain » Atlas.

## Institut libre de journalisme
L'IFP accueille dans ses locaux l'Institut libre de journalisme, école de journalisme de la droite identitaire cofondée en 2018 par Alexandre Pesey, le directeur de l'IFP, et le journaliste et entrepreneur Jean-Baptiste Giraud,.